# Svanelvmoen
Svanelvmoen est une localité du comté de Troms, en Norvège.

## Géographie
Administrativement, Svanelvmoen fait partie de la kommune de Tranøy.